# Pradines (Lot)
Pradines is een gemeente in het Franse departement Lot (regio Occitanie). De gemeente telde 3.600 inwoners op 1 januari 2022. De plaats maakt deel uit van het arrondissement Cahors.
Van het kasteel van Pradines resten enkel ruïnes. De gemeente telt vier kerken: Saint-Martial (Pradines), Saint-Blaise (Flottes), Saint-Sébastien (Flaynac) en Sainte-Croix (Labéraudie).

## Geschiedenis
De plaats werd voor het eerst vermeld in 945. De plaats hing af van de bisschoppen van Cahors die er in de 13e eeuw een kasteel lieten bouwen. Ze bleven dit gebruiken tot de 16e eeuw. In 1246 verkocht bisschop Géraud Barasc van Cahors een deel van Pradines aan de rijke bankier Arnauld Béraldi om de schulden van het bisdom te delgen. Béraldi gaf zijn naam aan het dorp Labéraudie. De plaats had erg te lijden onder de Honderdjarige Oorlog. Engels-Gascognese troepen belegerden de plaats tot vier maal toe. In 1470 verleende bisschop Antoine d'Alamand van Cahors stadsrechten aan Pradines waaronder het recht om consuls te verkiezen.
Pradines ligt in een vruchtbare landbouwstreek waar vooral tarwe, tabak, maïs werden gekweekt. Groenten en fruit, vooral aardbeien, werden gekweekt voor de markt van Cahors. Ook was er veel wijnbouw. De gemeente werd dan ook erg getroffen door de plaag van de druifluis die hier uitbrak in 1876-1877. In 1914 opende een spoorwegstation in Englandières aan de overkant van de Lot. Om dit te bereiken moesten de inwoners van Pradines een pont gebruiken.

## Geografie
De oppervlakte van Pradines bedroeg op 1 januari 2022 16,49 vierkante kilometer; de bevolkingsdichtheid was toen 218,3 inwoners per km².
De gemeente ligt aan de Lot. In de gemeente liggen ook de dorpen Labéraudie, Flaynac en Flottes.
De onderstaande kaart toont de ligging van Pradines met de belangrijkste infrastructuur en aangrenzende gemeenten.

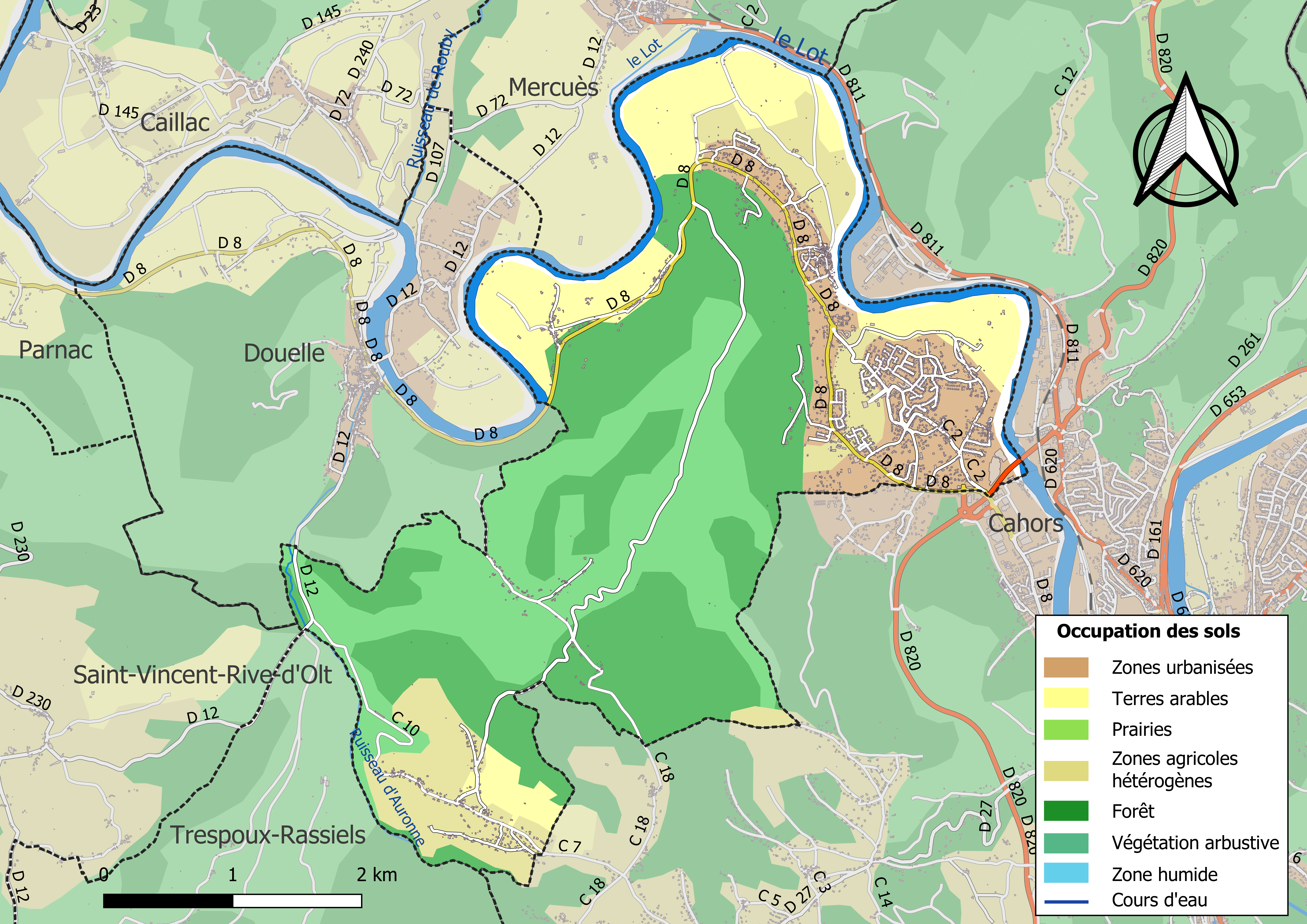

## Demografie
De bevolking daalde in de loop van de 19e eeuw door de trek van het platteland naar de steden. In 1836 telde de gemeente 1300 inwoners, in 1876 nog maar 1120 inwoners. Het inwoneraantal daalde verder tot het midden van de 20e eeuw. Vanaf de jaren 1960 volgde een sterke bevolkingsgroei.
Onderstaande figuur toont het verloop van het inwonertal (bron: INSEE-tellingen).